# Steven Haft
Steven Marvin Haft (* 1949) ist ein US-amerikanischer Filmproduzent und Autor, der bei der Oscarverleihung 1990 mit dem Filmdrama Der Club der toten Dichter für einen Oscar nominiert war. Er ist auch bekannt als Produzent der Fernsehserie Mad Max TV und des Kriegsdramas Tigerland.

## Leben
Haft besuchte die Hofstra University in Hempstead und machte seinen Abschluss im Fach Rechtswissenschaften, außerdem studierte er an der State University of New York at Old Westbury sowie der School of Law an der New York University. Er ist mit der Autorin Lisa Birnbach (* 1956) verheiratet und hat zwei Töchter (geboren 1993 und 1997).
Haft etablierte sich als vielseitiger Produzent, der mit bedeutenden Filmemachern wie John Huston und Robert Altman in einem Atemzug genannt wird. Im Jahr 1982 startete Haft seine Karriere mit der Dokumentation Traveling Hopefully, die eine Oscarnominierung in der Kategorie "Bester Dokumentar-Kurzfilm" erhielt. The Cradle Will Rock von 1984 ist seine prestigeträchtigste Fernsehproduktion. Robert Altmans Filmkomödie Therapie zwecklos von 1987 wurde von Haft produziert. Daran schloss sich im folgenden Jahr eine Arbeit mit John Huston an in dem komödiantischen Drama Mr. North – Liebling der Götter. Bei dem 1989 entstandenen, vielfach ausgezeichneten Filmdrama Der Club der toten Dichter von Peter Weir mit Robin Williams fungierte Haft ebenfalls als Produzent. In dem Fantasyfilm Hocus Pocus von 1993 arbeitete er mit Bette Midler und Sarah Jessica Parker zusammen. Bei dem Filmdrama Last Dance von 1996 mit Sharon Stone trat Haft nicht nur als Produzent, sondern auch als Autor auf. Im selben Jahr produzierte er die Literaturverfilmung Emma mit Gwyneth Paltrow in der Hauptrolle. In der Verfilmung des Jurek-Becker-Romans Jakob der Lügner von 1999 arbeitete Haft erneut mit Robin Williams zusammen. In dem Filmdrama Beautiful Joe wiederholte er seine Zusammenarbeit mit Sharon Stone. Im Jahr 2000 produzierte er Joel Schumachers Kriegsdrama Tigerland mit Colin Farrell. Bei dem britischen Filmdrama Intervention von 2007 fungierte Haft als ausführender Produzent. Seine Arbeit der letzten Jahre legt nahe, dass er sich Filmen mit einem leichten Komik-Touch besonders zugeneigt fühlt.

## Auszeichnungen
- 1990: Gewinner des BAFTA Award in der Kategorie „Bester Film“ zusammen mit Paul Junger Witt, Tony Thomas und Peter Weir für den Film Der Club der toten Dichter
- 1990: Nominiert für einen Oscar in der Kategorie „Bester Film“ zusammen mit Tony Thomas und Paul Junger Witt mit dem Film Der Club der toten Dichter. Der Oscar ging an Lili Fini Zanuck und Richard D. Zanuck und den Film Miss Daisy und ihr Chauffeur.
- 1999: Nominiert für den Primetime Emmy Award mit dem biografischen Fernsehfilm Die Silicon Valley Story in der Kategorie „Herausragender Fernsehfilm“ zusammen mit Nick Lombardo und Leanne Moore
- 2000: Nominiert für den PGA Award in der Kategorie „Herausragende Produktion eines Langfilms fürs Fernsehen“ mit dem Film Die Silicon Valley Story.

## Filmografie (Auswahl)
- 1982: Traveling Hopefully (Dokumentation)
- 1985: The Recovery Room (Fernsehfilm)
- 1987: Therapie zwecklos (Beyond Therapy)
- 1988: Mr. North – Liebling der Götter (Mr. North)
- 1989: Der Club der toten Dichter (Dead Poets Society)
- 1992: Stormy Weathers – Eine Detektivin schlägt zurück (Fernsehfilm)
- 1993: Hocus Pocus
- 1995–2008 MadTV (Fernsehserie, 96 Folgen)
- 1996: Last Dance (auch Autor)
- 1996: Jane Austens Emma (Emma)
- 1998: Das Fenster zum Hof (Rear Window, Fernsehfilm)
- 1999: Die Silicon Valley Story (Pirates of Silicon Valley)
- 1999: Freunde bis zum Tod (The Bumblebee Flies Anyway)
- 1999: Das dritte Wunder (The Third Miracle)
- 1999: Jakob der Lügner (Jakob the Liar)
- 2000: Beautiful Joe
- 2000: Tigerland
- 2003: The Singing Detective
- 2004: Eulogy – Letzte Worte (Eulogy)
- 2006: Blindsight (Dokumentation)
- 2007: Intervention